# ناحیه اوبرن، شهرستان کلارک، ایلینوی
ناحیه اوبرن، شهرستان کلارک، ایلینوی (به انگلیسی: Auburn Township) یک منطقهٔ مسکونی در ایالات متحده آمریکا است که در شهرستان کلارک، ایلینوی واقع شده‌است. ناحیه اوبرن ۲۴۲ نفر جمعیت دارد و ۱۹۸ متر بالاتر از سطح دریا واقع شده‌است.